# Valiko Yugueli
Vladímir “Valiko” Konstantinovich Yugueli (en georgiano: ვალიკო ჯუღელი; Zestafoni, 1 de enero de 1887-Tiflis, 20 de agosto de 1924) fue un político y comandante militar georgiano que formó parte del Partido Socialdemócrata de Georgia y fue uno de los líderes de la rebelión de Agosto de 1924.

## Biografía
Estuvo involucrado en el movimiento marxista en Georgia, entonces parte del Imperio ruso, a principios del siglo XX. Después de la escisión dentro del Partido Obrero Socialdemócrata Ruso, del que era miembro, Yugueli se puso del lado de los bolcheviques, pero luego desertó a la facción menchevique y se convirtió en un miembro influyente. Valiko Yugueli y su familia fueron evacuados de Sujumi a Kutaisi después de que estallara la Primera Guerra Mundial y surgiera el temor de una inevitable invasión otomana.  
Después de la Revolución rusa de 1917, organizó el destacamento de la Guardia Roja, que más tarde pasó a llamarse Guardia Popular de Georgia; éste era una fuerza paramilitar formada por voluntarios que se destacaban por su oposición al régimen zarista. El 29 de noviembre de 1917, comandó con éxito una famosa incursión en el arsenal militar de Tiflis custodiado por soldados rusos pro-bolcheviques.  
En mayo de 1918, se mostró reacio a apoyar la proclamación unilateral de la independencia de Georgia (a pesar de apoyar la creación de la República Democrática de Georgia), pero, aun así, mantuvo su puesto. Valiko Yugueli fue miembro de la Asamblea Constituyente de Georgia por el Partido Socialdemócrata de Georgia. De mayo de 1918 a febrero de 1921, estuvo al mando de la Guardia Popular con el apoyo del Parlamento y de los dos sucesivos jefes de gobierno socialdemócratas, Noe Ramishvili y Noé Zhordania, reacios a depositar su confianza en el ejército regular (ya que incluso los líderes habían sido formado en las academias militares zaristas) y más favorables a la nueva fuerza paramilitar. Se le asignaron misiones militares y policiales, en la frontera turca (para relevar a los guardias fronterizos rusos y contener los avances otomanos), en Abjasia (para contener los avances del Ejército Blanco de Antón Denikin, en la región de Tsjinvali (hoy Osetia del Sur) donde la parte osetia de la población se disputaba la autoridad del poder central de Tiflis y en el distrito de Lori donde la parte armenia de la población se amotina (y desencadenará la guerra georgiano-armenia). Durante su mandato, se ganó la reputación de supresor despiadado de los disturbios agrarios en varias regiones de Georgia.
Yugueli completó con éxito su trabajo llamado "Cruz pesada", donde su vida en la República Democrática de Georgia es más informativa que antes.
Después de la ocupación soviética de Georgia en marzo de 1921, Yugueli se opuso con su destacamento, y junto al ejército regular, a la invasión. Sin embargo, tuvo que retirarse de Tiflis a Batumi, y finalmente se embarcó con la clase política georgiana hacia Estambul, luego llegar a Francia. Allí fue a la Escuela Especial Militar de Saint-Cyr para recibir educación militar. 
En febrero de 1924, Valiko Yugueli fue enviado clandestinamente a Georgia por el gobierno en el exilio, tras el exministro de agricultura Noe Jomeriki y el exalcalde de Tiflis, Benia Tchjikvichvili, con el fin de preparar una insurrección nacional contra la ocupación soviética. La infiltración de los conspiradores por parte de la Checa, y diversas imprudencias, condujeron a su detención -así como a la de otros conspiradores-: fue fusilado antes del inicio de las operaciones, el 28 de agosto de 1924. Anteriormente, con la ayuda de Lavrenti Beria (un joven ejecutivo de la policía política soviética que, en ese momento, buscaba jugar una carta personal), Yugueli pudo informar a los conspiradores del descubrimiento del complot, pero no es escuchado.